# Communauté de communes des Plaines du Porcien
La communauté de communes des Plaines du Porcien est une ancienne communauté de communes française, située dans le département des Ardennes en région Champagne-Ardenne.

## Composition
Elle est composée des communes suivantes :
1. Avançon
2. Banogne-Recouvrance
3. Château-Porcien
4. Condé-lès-Herpy
5. Écly
6. Hannogne-Saint-Rémy
7. Hauteville
8. Herpy-l'Arlésienne
9. Inaumont
10. Saint-Fergeux
11. Saint-Loup-en-Champagne
12. Saint-Quentin-le-Petit
13. Seraincourt
14. Sévigny-Waleppe
15. Son
16. Taizy

## Historique
Le 1er janvier 2014, la communauté de communes des Plaines du Porcien a fusionné  avec les 3 communautés de communes de l'Asfeldois, du Junivillois et du Rethélois, ainsi qu'une autre commune, pour former la communauté de communes du Pays rethélois.